# 生物燃氣

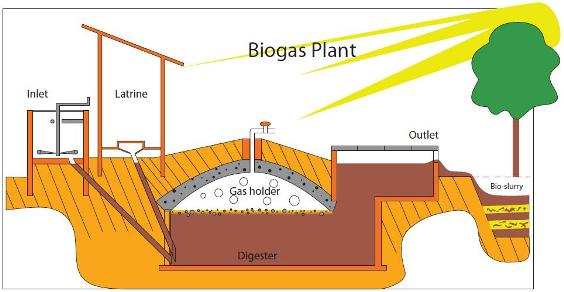
堆肥製造生物氣體的方式

生物氣體（英語：Biogas）亦稱生物燃氣、生質氣體、生質物氣體，泛指包括糞肥、污水、都市固體廢物及其他生物可降解的有機物質，在缺氧的環境下，經发酵或者無氧消化過程所產生的氣體，這些氣體主要包含甲烷及二氧化碳，視環境而定又被稱為沼氣、生物沼氣或。該詞語為英語biogas的直譯，其中gas兼具氣體和特指燃氣的雙重含義。

## 無氧消化
「無氧消化」是處理可降解廢物的方法之一，由於這個方法產生出的沼氣可作為有用燃料，同時又可以將導致疾病的病原體消滅，又因為燃燒甲烷比燃燒煤更清潔，二氧化碳排放量低，因此這個方法頗為流行。甲烷本身也是溫室氣體之一，且它的全球變暖潛能也比二氧化碳高，因此生物氣體的收集在廢物管理中，扮演了重要角色。如果把這些氣體放回大氣中，這些氣體中的碳成份會被植物吸收進行光合作用，且不會比燃燒化石燃料釋出更多碳元素。
在近幾年，不少發達國家均有擴展採用經收集污水及垃圾堆填區，及經機械生物處理的家居廢物所得的的生物氣體作燃料，同時又因為能源價格高企、再生能源補貼及歐盟管制堆填區的使用，更進一步推動生物氣體的應用。

## 掩埋沼氣
掩埋場的廢物深埋在地底，在地底的缺氧環境下，這些有機廢物會給降解，產生，並會慢慢釋出。如不妥善處理，這些氣體會構成的危險包括：
- 爆炸性危險
- 加劇（甲烷是溫室氣體之一）
- 揮發性有機化合物會產生光化學煙霧

## 主要成份
| 成份                        | 化学式 | %     |
| --------------------------- | ------ | ----- |
| 甲烷                        | CH 4   | 50–75 |
| 二氧化碳                    | CO 2   | 25–50 |
| 氮                          | N 2    | 0–10  |
| 氫                          | H 2    | 0–1   |
| 硫化氫                      | H 2S   | 0–3   |
| 氧                          | O 2    | 0–0.5 |
| 来源: www.kolumbus.fi, 2007 |        |       |

沼气的组成根据底物组成以及厌氧反应器内的条件（温度，pH和底物浓度）而变化。

## 生物氣體與天然氣
生物氣體只要經過淨化，其特性便能與天然氣無異，氣體供應商需去除生物氣體中的水份、硫化氫及微粒等雜質，為求使氣體更能完全燃燒，供應商會減少氣體中的二氧化碳含量。未經上述淨化程序處理的氣體有時會與天然氣混合燃燒。當生物氣體淨化至能作管道運輸的質素後，這些氣體便稱之為可再生天然氣。

### 可再生天然氣的應用
這些經淨化的氣體在應用上也與天然氣無異，包括發電、爐具等，而經壓縮的氣體也能成為壓縮天然氣的代替品，可用在汽車的內燃機或燃料電池上。

## 應用實例

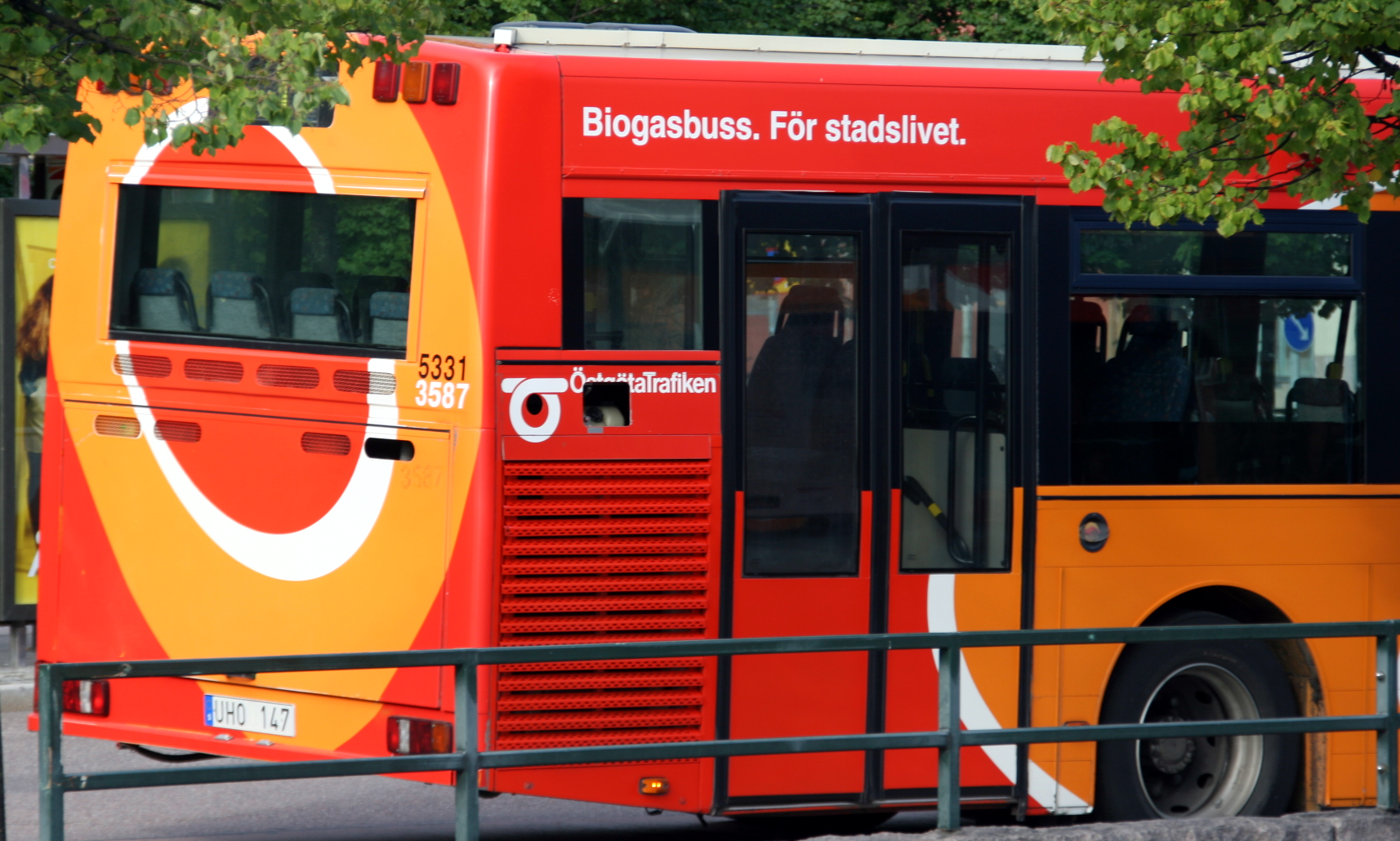
瑞典一輛使用生物氣體燃料的巴士

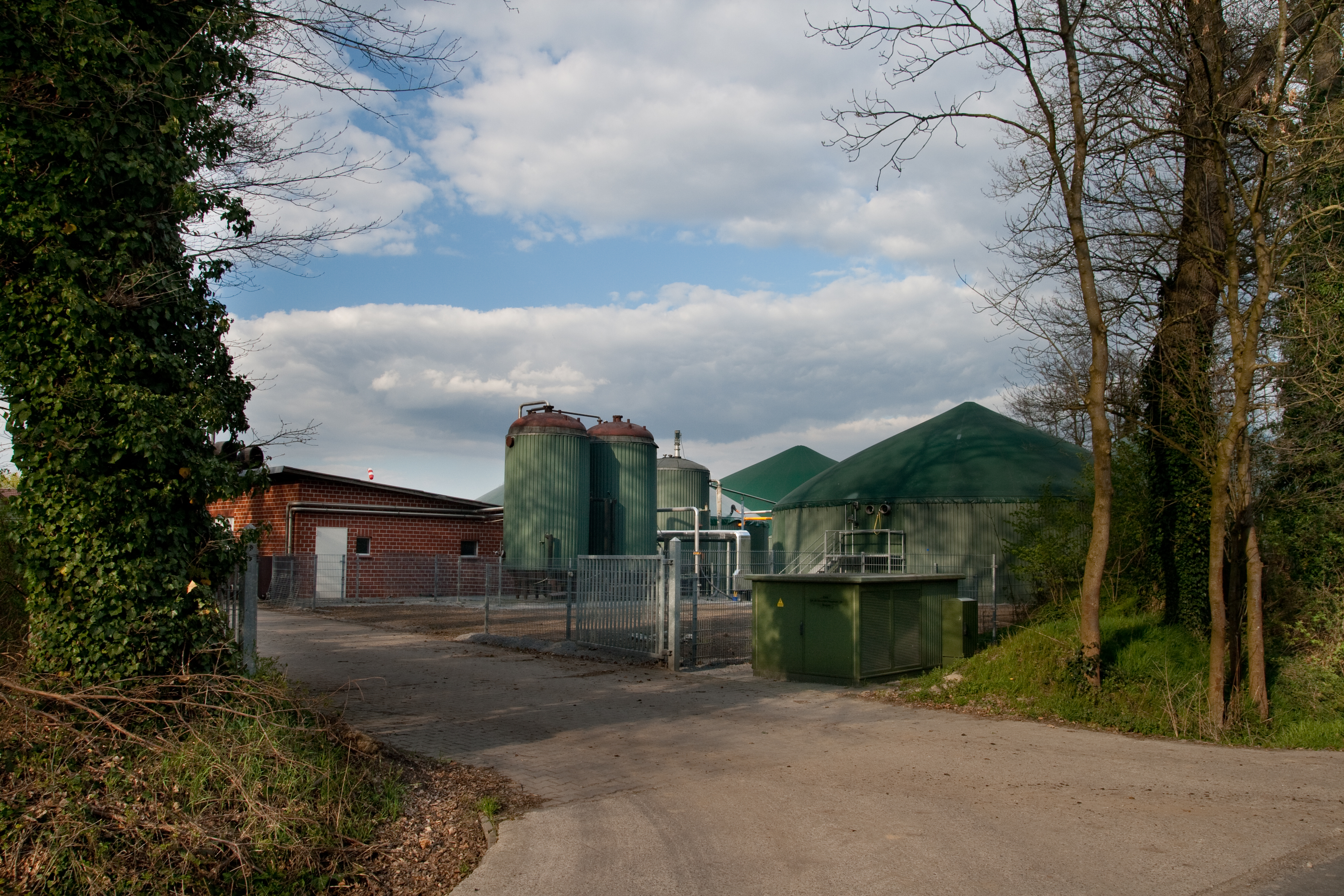
德國一個附設生物氣體廠的農場

英國第一部以人類排泄物及廚餘處理後而成的生物燃料公車於2014年11月20日首次上路，具低碳排放效益。五個英國成人的年排泄物與廚餘可製造約一個油箱的生物甲烷，足以供公車行駛約186英里的距離。

## 參閱
- 厭氧消化
- 生物降解
- 可再生能源
- 生物燃料
- 生物柴油
- 天然气
- 污染物排放控制技术

## 外部連結
- 香港環保署: 堆填氣體的應用 （页面存档备份，存于）
- 沼氣能源运作結構圖 （页面存档备份，存于）
- 歐洲生物氣體協會 （英文）
- 美國生物氣體協會 （英文）
- 丹麥最大的植物萊姆維生物氣體 - 可再生能源和健全的經濟 （页面存档备份，存于） （英文）
- 沼氣淨化技術的概述 （英文）
- 中國的生物氣體 （页面存档备份，存于） （英文）
- 小規模的生物氣體工廠 （英文）